# دستگاه جیک‌جیک
دستگاه جیک‌جیک (به آلمانی: Die Zwitscher-Maschine) نقاشی آبرنگ و خودکار و جوهری از پل کله است که در سال ۱۹۲۲ کشیده شده است. این تابلو اکنون در موزه هنر مدرن نیویورک نگهداری می‌شود. دستگاه جیک‌جیک در سال ۱۹۳۷ در نمایشگاه ضد هنر مدرن «هنر فاسد» که توسط حزب نازی در مونیخ برگزار شده بود به نمایش درآمد. دستگاه جیک‌جیک در سال ۱۹۳۹ به قیمت نازل ۱۲۰ دلار به یک دلال آثار هنری در برلین فروخته شد. موزه هنر مدرن نیویورک در همان سال تابلو را خریداری کرد.

## تاریخچه
در ژوئیهٔ ۱۹۳۷ حزب ملی سوسیالیست کارگران آلمان نمایشگاهی را به نام «هنر فاسد» در شهر مونیخ سازماندهی کرد. در این نمایشگاه بیش از ۲۰٬۰۰۰ تابلو از هنرمندان پیرو جنبش‌های کوبیسم، دادا، امپرسیونیسم، اکسپرسیونیسم و … که نازی‌ها آن‌ها را یهودی و بلشویک می‌نامیدند، از موزه‌های سرتاسر آلمان جمع‌آوری شد. دستگاه جیک‌جیک همراه با چندین اثر دیگر از پل کله هم در میان این تابلوها به نمایش درآمد. هدف نمایشگاه شناساندن «هنر ناسالم» و «بی‌ارزش» به مردم آلمان بود. این نمایشگاه بعدها در سرتاسر آلمان و اتریش برگزار شد که استقبال از آن بسیار زیاد بود و تنها در مونیخ در حدود ۲ میلیون نفر از آن بازدید کردند.
همزمان با نمایشگاه «هنر فاسد» نمایشگاهی به نام «نمایشگاه هنر آلمان بزرگ» برگزار شد که در آن کارهای منتخب هیتلر و سران حزب نازی به نمایش درآمدند. بیشتر این کارها متعلق به هنرمندان واقع‌گرا بودند. در میان آن‌ها پیکره‌هایی از مردان عضلانی برهنه وجود داشت. این نمایشگاه قرار بود روح آلمانی به‌اصطلاح سالم را نشان دهد.
نمایشگاه هنر فاسد برای بسیاری از هنرمندانی که کارهایشان جمع‌آوری شده بود، شوکه‌کننده بود. بسیاری از آن‌ها آلمان را ترک کردند. در این میان ارنست لودویگ کیرشنر که بسیاری از کارهایش توسط نازی‌ها نابود شده بود، دست به خودکشی زد. کله نیز پس از این نمایشگاه به سوئیس بازگشت.
پس از نمایشگاه هنر فاسد بسیاری از آثار به‌نمایش‌درآمده در آن از بین رفته یا فروخته شدند. از سرنوشت برخی از این آثار هنوز هم اطلاعاتی در دست نیست. دستگاه جیک‌جیک نیز به قیمت نازل ۱۲۰ دلار به دلال آثار هنری آلمانی به نام کارل بوخهلتس فروخته شد. موزه هنر مدرن نیویورک در سال ۱۹۳۹ آن را خریداری کرد.

## توصیف
دستگاه جیک‌جیک یک اثر فراواقع‌گرایانه با مایه‌های کودکانه است. در آن چهار گنجشک در زمینه‌ای آبی و کبود بر روی یک دستگاه تصویر شده‌اند. گنجشک‌ها با خط‌هایی ظریف و نوک‌هایی باز کشیده شده‌اند. این نقاشی به‌نوعی ترکیبی از طبیعت و صنعت را نشان می‌دهد. دستگاهی که گنجشکان روی آن قرار دارند یک جعبهٔ موسیقی است. دستگاه همچون گودالی در زیر پای گنجشکان کشیده شده است و در واقع یک تلهٔ مرگ است.